# Amyda cartilaginea
Genre
Synonymes
- Potamochelys Fitzinger, 1843
- Aspilus Gray, 1864
- Ida Gray, 1873

Espèce
Synonymes
- Testudo cartilaginea Boddaert, 1770
- Trionyx cartilagineus (Boddaert, 1770)
- Testudo boddaerti Schneider, 1787
- Trionyx javanicus Geoffroy Saint-Hilaire, 1809
- Trionyx stellatus Geoffroy Saint-Hilaire, 1809
- Trionyx cariniferus Gray, 1856
- Trionyx ornatus Gray, 1861
- Aspilus punctulatus Gray, 1864
- Trionyx phayrei Theobald, 1868
- Trionyx jeudi Gray, 1869
- Trionyx ephippium Theobald, 1875
- Trionyx nakornsrithammarajensis Nutaphand, 1979
- Trionyx cartilageneus nakorn Nutaphand, 1979
- Amyda nakornsrithammarajensis (Nutaphand, 1979)

Statut de conservation UICN

 VU A1cd+2cd : Vulnérable
Statut CITES
Amyda cartilaginea ou Trionyx d'Asie, unique représentant du genre Amyda, est une espèce de tortues de la famille des Trionychidae.

## Distribution et habitat
Cette espèce se rencontre :
- en Inde, dans l’État du Mizoram ;
- à Singapour ;
- au Cambodge ;
- au Laos ;
- au Viêt Nam ;
- en Thaïlande ;
- en Birmanie ;
- en Malaisie ;
- au Brunei ;
- en Indonésie sur les îles de Java et de Sumatra et au Kalimantan.

Elle a été introduite en Indonésie au Sulawesi et dans les Petites îles de la Sonde.

Elle vit dans les ruisseaux et les rivières, les lacs et les marécages.

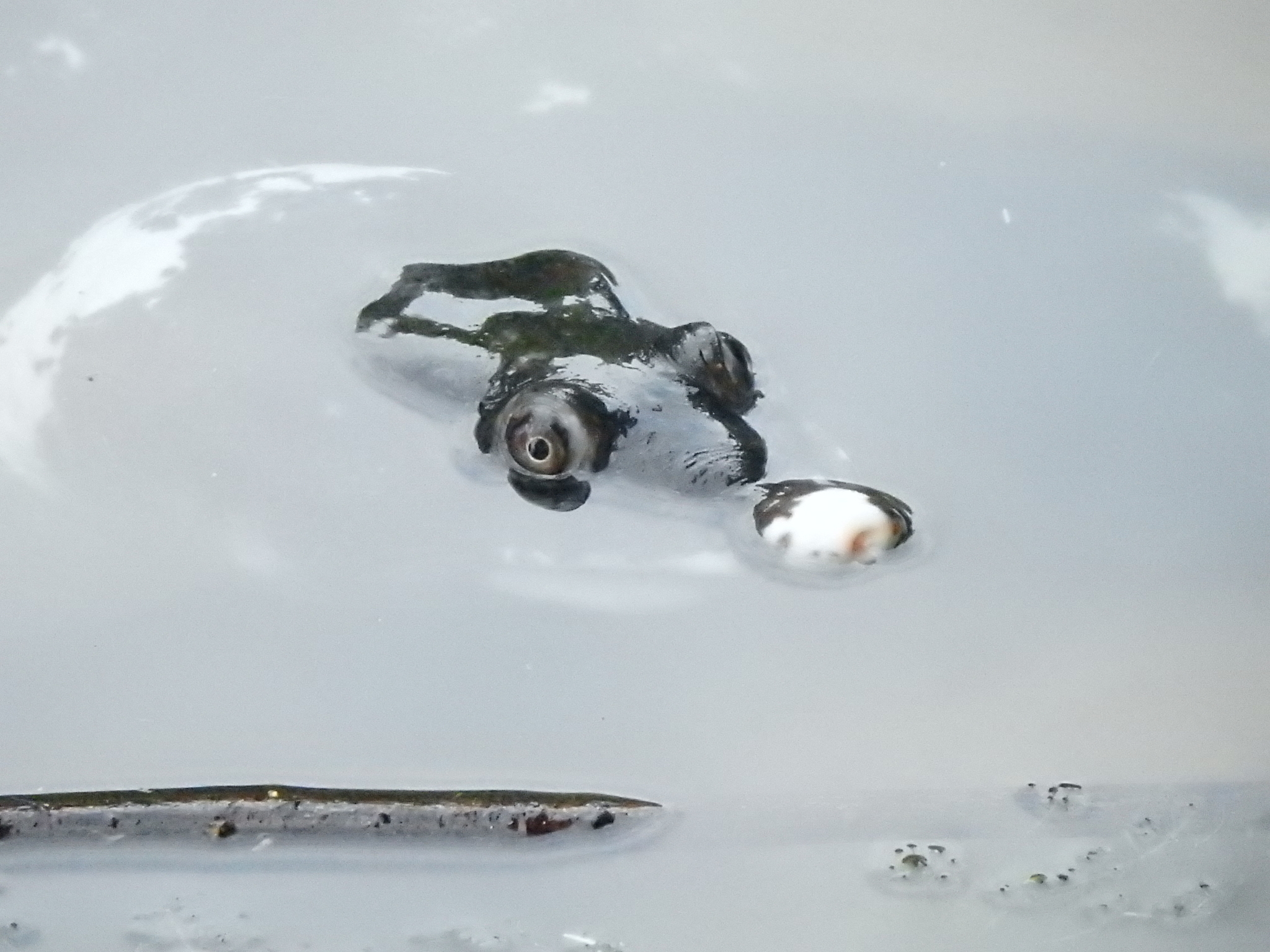
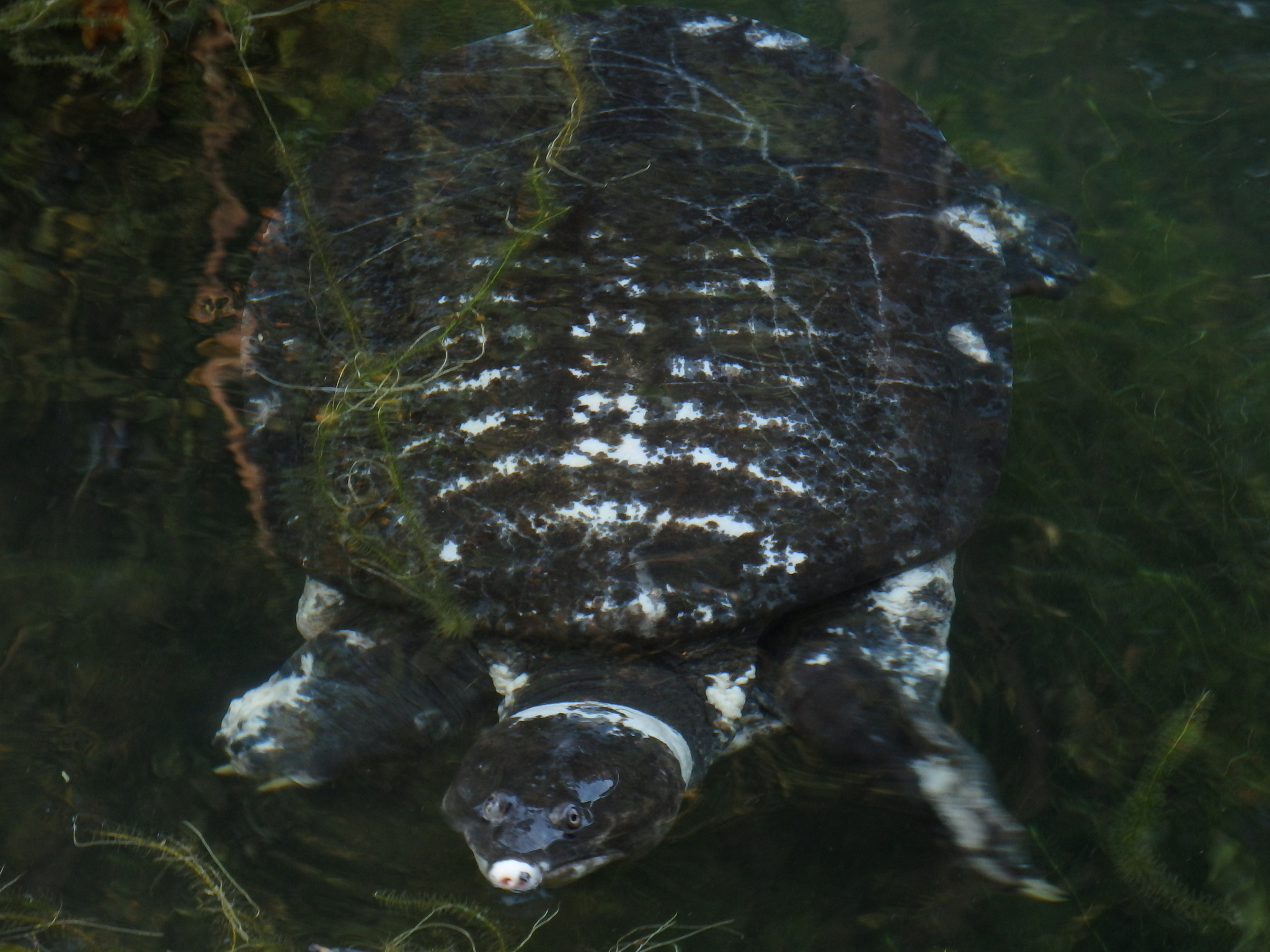
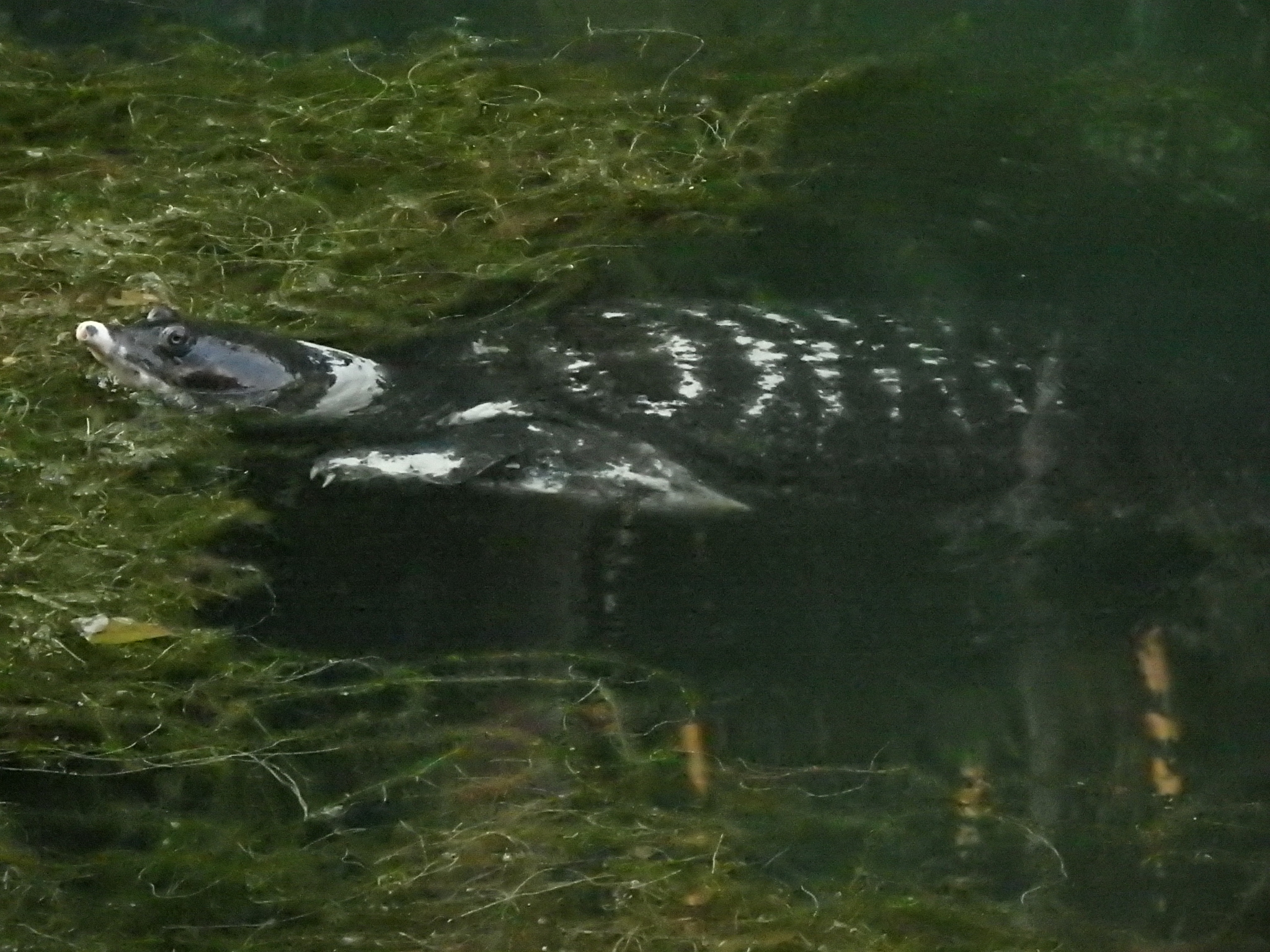
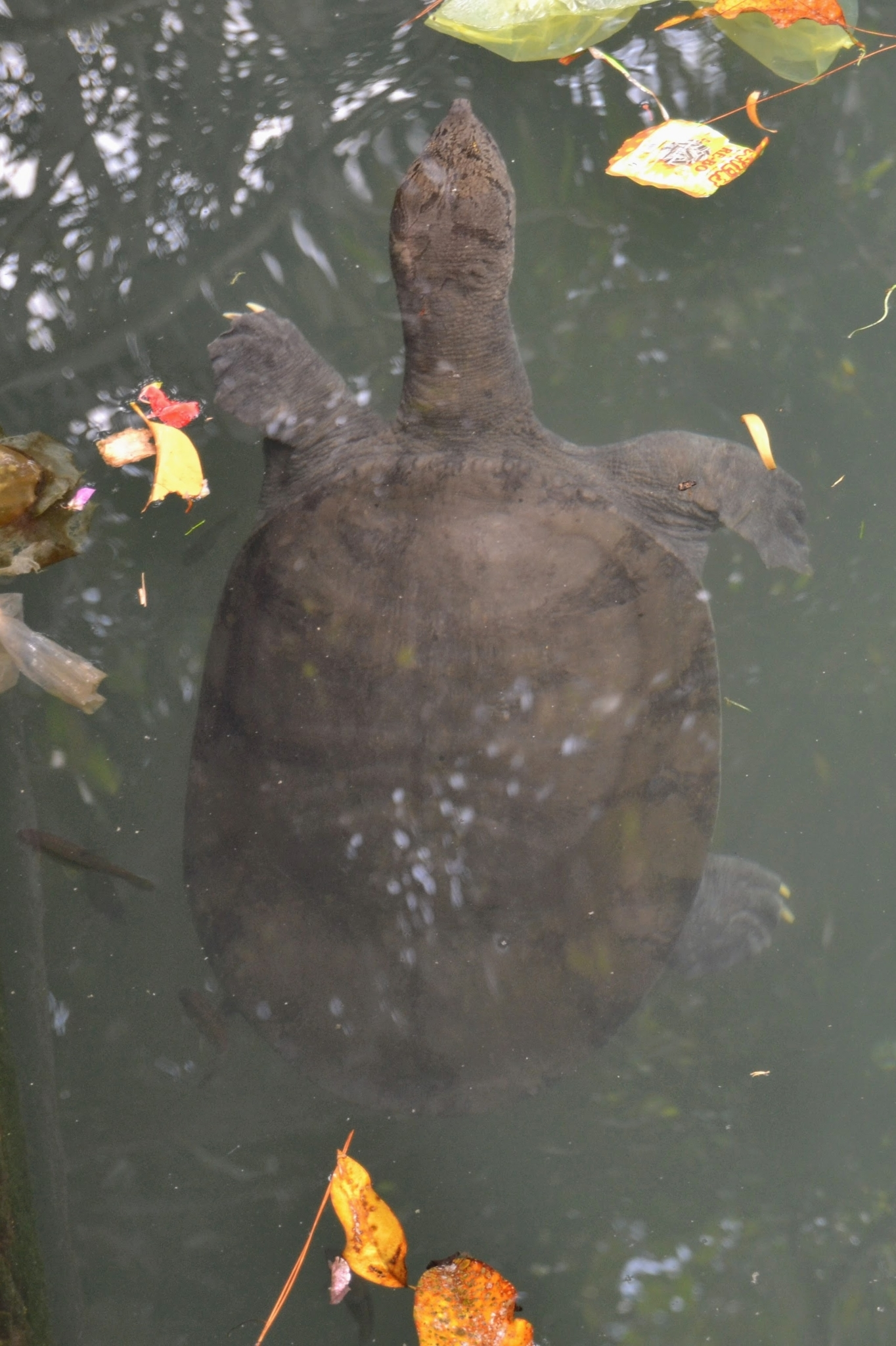

## Description
C'est une grande tortue active de jour et de nuit.
La longueur de sa carapace peut atteindre jusqu'à 85 cm de longueur et sa masse peut être de 65 kg. Sa dossière lisse et ovale est vert olive à grise. Son plastron est gris clair ou blanc.

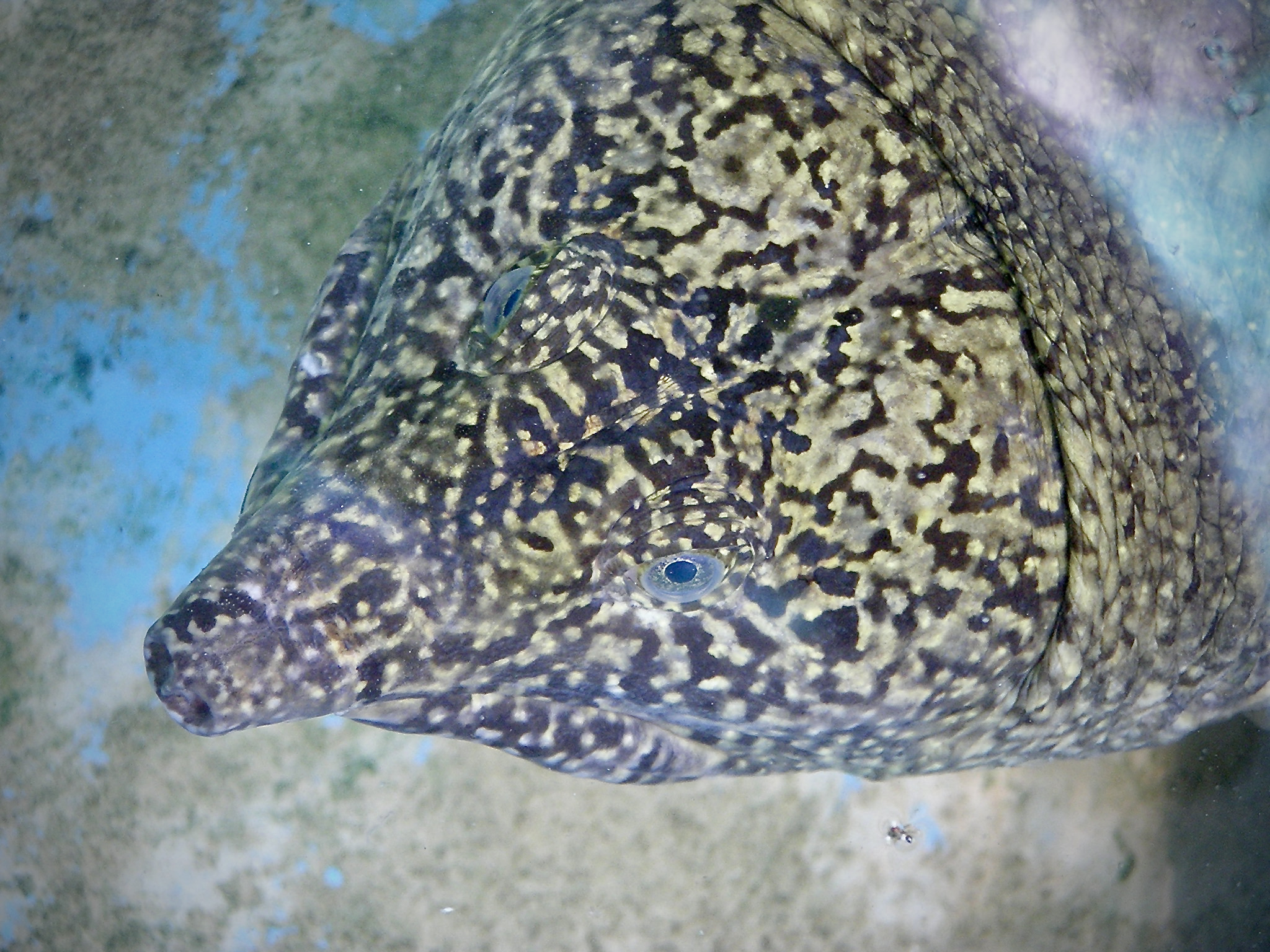

Sa tête est vert foncé ou grisâtre, moucheté de points jaunes.

## Alimentation
La Trionyx d'Asie est omnivore : elle mange des insectes aquatiques, des crustacés, des poissons et de la matière végétale.

## Reproduction
Elle peut pondre plusieurs fois par an de 3 à 28 œufs sphériques à coquille dure.

## Longévité
En captivité, elle vit plus de 25 ans. Sa longévité est sans doute beaucoup plus longue.

## Menace
Ces tortues de grande taille et de relative abondance sont surexploitées donc en déclin.

## Galerie

Amyda cartilaginea
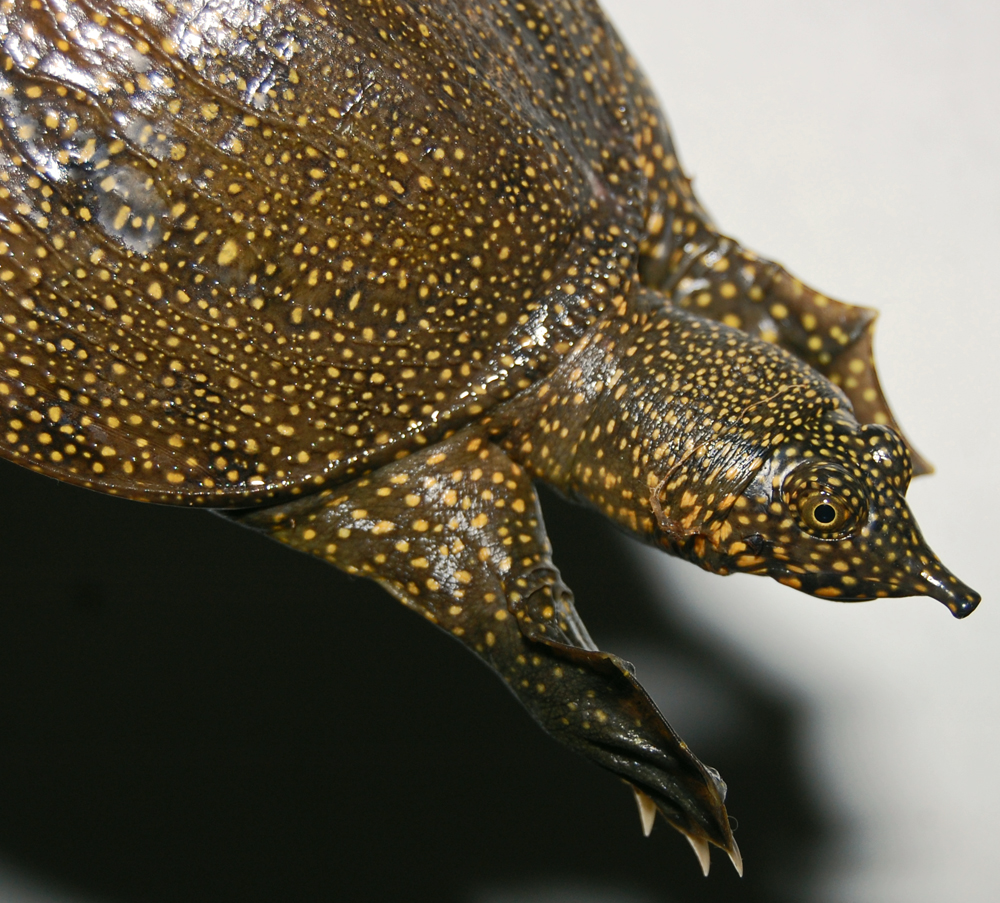
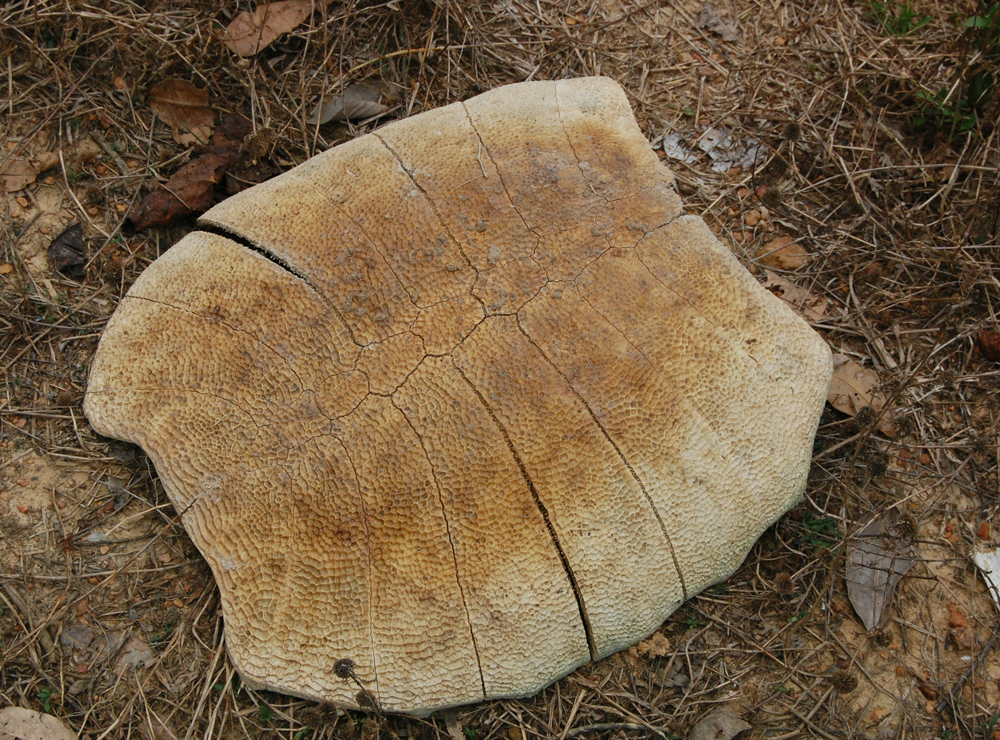

## Publications originales
- Boddaert, 1770 : Brief van de kraakbeenige schildpad. Epistola de testudine cartilaginea Amsterdam: Kornelis van Tongerlo, p. 1-39.
- Geoffroy Saint-Hilaire, 1809 : Mémoire sur les tortues molles. Nouveau Bulletin du Société Philomatique de Paris, vol. 1, n. 22, pp. 363–367 (texte intégral).